# Taboo (MUCCの曲)
「taboo」（タブー）は、MUCCの楽曲で、40枚目のシングル。2019年8月21日、なんばHatchにて開催された『MUCC BIRTHDAY CIRCUIT 2019「40」2019年8月21日（水）＜逹瑯 day＞～Happy Birthday to 逹瑯 -君とムックとあの人とあの人とあの人-～』にて会場限定販売された。

## 概要
- メンバー全員の誕生日にライブを行うツアー『MUCC BIRTHDAY CIRCUIT 2019「40」』の会場で販売される限定シングルの第3弾[1]。
- 2019年8月28日に配信リリースされた。配信盤にはカップリングのライブ音源及びメンバーコメントは収録されない[2]。
- 後にアルバム『惡』の初回プレス付属のエムカードに「taboo (惡 MIX)」として収録された。[3]

## 収録曲
1. taboo
作詞・作曲：逹瑯
2. （Lila）taboo DEMO

CD盤収録曲
1. 鎮痛剤（2019.04.01 Zepp Tokyo）
2. 娼婦（2019.05.19 名古屋特殊陶業市民会館ビレッジホール）
3. 逹瑯